# 스레드나고라산맥

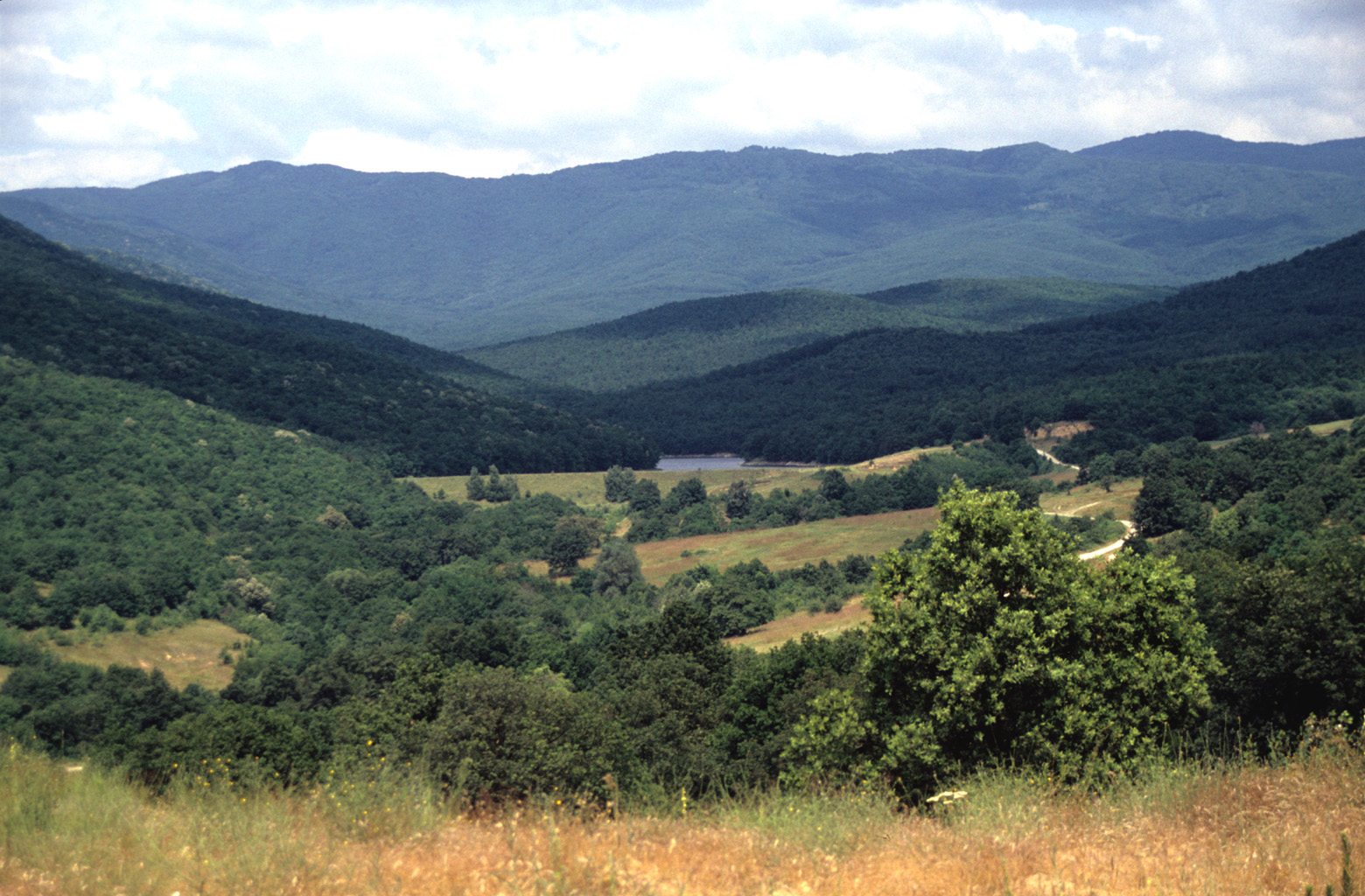
스레드나고라산맥

스레드나고라산맥(불가리아어: Средна гора)은 불가리아 중부에 걸쳐 있는 산맥으로 길이는 285km, 너비는 50km이다. 산맥에서 가장 높은 봉우리는 골럄보그단봉(Golyam Bogdan)으로 높이는 1,604m이다.
발칸산맥과 평행을 이루고 있으며 서쪽으로는 이스커르강, 북쪽으로는 툰자강, 동쪽으로는 얌볼에 이르기까지 남쪽으로 휘어져 있다.

## 같이 보기
- 발칸산맥
- 트라키아인